# Quintus Aurelius Symmaque
Pour les articles homonymes, voir Symmaque.
Symmaque (Quintus Aurelius Memmius Symmachus), né vers 342 et mort en 402-403, fut un grand aristocrate romain du IVe siècle, particulièrement connu pour la lutte qu'il engagea en vue de défendre la religion traditionnelle romaine contre le christianisme, en plein développement alors dans l'empire romain.
Entre autres postes importants, il fut préfet de Rome en 384 et 385, consul en 391. En remerciement des services qu'il rendit à l'État, le Sénat fit ériger une statue dorée à son effigie.

## Un défenseur du paganisme contre le christianisme triomphant
Symmaque fut élevé en Gaule et, ayant été déchargé de ses fonctions de praetor et de quaestor, s'éleva vers de plus hautes charges. 
En 373, il devint proconsul d'Afrique. Ses titres publics, qui incluaient celui de pontifex maximus, sa grande richesse et son rôle élevé, ajoutés à une solide réputation d'éloquence, firent de lui le « champion » du Sénat romain païen opposé aux mesures prises par les empereurs chrétiens contre la vieille religion d'État. En 382, il protesta contre l'enlèvement de la statue et de l'Autel de la Victoire qui se trouvaient dans le Sénat, mais il s’opposa à ce que Coelia Concordia, la dernière vestale et virgo Vestalis maxima de l’histoire érige une statue à Vettius Agorius Praetextatus, qui avait usé de son influence pour tenter de freiner l’expansion du christianisme, au motif que les Vestales n’avaient jamais érigé de monument à un homme. En 384, alors qu'il était préfet de Rome, il adressa à l'empereur Valentinien II une lettre l'adjurant de restaurer les anciens symboles. Cette lettre est la raison essentielle de sa renommée (bien que nous possédions de lui encore 900 lettres, la plupart sont d'un intérêt relatif,), car elle est le symbole de la lutte entre les derniers feux du paganisme romain et le christianisme latin qui, volens nolens, était alors confronté aux questions temporelles de la vie politique. La demande de Symmaque provoqua deux réponses de l'évêque de Milan, Ambroise, ainsi qu'une réfutation sous forme poétique de la part du poète Prudence.
Au contraire des chrétiens, qui ne pouvaient admettre l'existence d'autres dieux que le leur, Symmaque considérait, à l'instar de nombreux intellectuels restés fidèles au paganisme, « l'ensemble des divers cultes comme les différentes manifestations d'un même principe divin trop élevé pour être facilement accessible au commun des mortels ». Il soulignait ainsi en 384 : « Nous contemplons tous les mêmes astres, le ciel nous est commun à tous, le même univers nous entoure : qu'importe la philosophie par laquelle chacun cherche la vérité ? Un seul chemin ne suffit pas pour accéder à un si grand mystère ».
Par la suite, Symmaque s'impliqua dans la rébellion de Maxime ; puis il obtint sa grâce de l'empereur Théodose Ier. Il semble avoir poursuivi sa vie politique jusqu'à sa mort. En 391, il fut consul ordinaire. Son honnêteté, aussi bien dans les affaires publiques qu'en privé, et son amabilité firent de lui quelqu'un de très populaire. Le seul reproche que semblent adresser la plupart des commentateurs contre ce vaillant héros du paganisme est un certain aristocratisme conservateur et un amour exagéré pour le passé. Comme ses lettres ne sont pas postérieures à l'année 402, on peut supposer qu'il mourut peu après cette date.
Symmaque est aussi connu pour avoir engagé et envoyé saint Augustin à Milan (alors ville impériale) comme professeur de rhétorique, chargé des panégyriques impériaux. Augustin reconnut lui-même avoir prononcé un panégéryque de Bauto, ami de Symmaque, dans cette fonction officielle.

## Famille
Symmaque appartenait, comme son nom latin l'indique (Quintus Aurelius Memmius Symmachus), à une ancienne famille plébéienne, la gens (= famille) Aurelia. Son père Lucius Aurelius Avianius Symmachus était déjà un homme politique influent étant préfet de Rome en 364 et occupant d'autres postes importants. Son grand-père supposé Aurelius Julianus Symmachus fut proconsul d'Achaea (selon d'autres sources  vice-préfet de Macédoine) pendant l'année 319.
Si l'on identifie les individus appartenant à la famille des Symmaque au bas-empire, on observe une certaine continuité dans les milieux politiques et intellectuels. De fait, saint Ambroise, évêque de Milan, est un cousin de Quintus Aurelius Symmaque. Par la suite, son fils, Quintus Fabius Memmius Symmachus, sera proconsul d'Afrique en 415 et préfet de Rome en 418. Ce fils est très probablement le père d'un Symmaque qui est consul en 446. Et un arrière-petit-fils, Quintus Aurelius Memmius Symmachus (décédé en 525), patricien lui aussi, fut un des nobles les plus cultivés de la Rome du début du VIe siècle, puisqu'il laissera son nom comme coéditeur du Commentaire au Songe de Scipion de Macrobe. Historien, il fut spécialement célébré pour ses activités de bâtisseur. Il fut consul de Rome en 485. Théodoric le Grand le chargea de la restauration du théâtre de Pompée. Il était le beau-père de Boèce, le philosophe chrétien auteur de la Consolation de Philosophie. Boèce, un des derniers sénateurs de ce qu'on appelle encore l'empire, fut mis à mort par Théodoric qui le soupçonnait de comploter contre lui. Peu de temps après, c'est son beau-père, Quintus Aurelius Memmius Symmachus, qui fut mis à mort.

## Œuvres
Des écrits de Symmaque ont été conservés :
- Panégyriques, écrits dans sa jeunesse dans un style parfois jugé artificiel, deux de Valentinien Ier et un du jeune empereur Gratien.
- 9 livres d'Épîtres, ainsi que deux lettres tirées du dixième livre, publiées juste après sa mort par son fils. Le modèle suivi par l'auteur est celui de Pline le Jeune. Par une référence aux Saturnales de Macrobe (Livre V, 1, 7), dans lequel Symmaque se présente comme un des interlocuteurs, il semble que ses contemporains le jugeaient secondaire, au regard des anciens dont le style était plus riche et plus fleuri.
- Oraisons. Cinq proviennent d'un palimpseste (qui contient aussi les Panégyriques), dont une partie se trouve à Milan et l'autre au Vatican, découverts par le savant Mai, qui publia les fragments de Milan en 1815, The Roman in his Scriptorum veterum nova collectio, vol. I (1825) et l'ensemble en 1846.
- Relationes. Cet ouvrage contient un compte-rendu de la vie publique à Rome, rédigé pour l'empereur. Dans ces écrits officiels (rapports du préfet de Rome), Symmaque est moins préoccupé par le style et devient parfois éloquent ; spécialement dans son rapport concernant l'Autel de la Victoire.

Toutes les éditions des œuvres de Symmaque sont proposées dans :
- O. Seeck in Monumenta Germaniae historica. Auctores antiquissimi, (1883), VI, I, avec une introduction sur sa vie, ses travaux, sa chronologie et une table généalogique de la famille.
- Les Belles Lettres propose une édition en français des « Lettres » de Symmaque, en quatre volumes, dont la traduction a été réalisée par Jean-Pierre Callu.
- Les Epistulæ dans la Patrologie latine de Migne.